# ジェレミー・マテュー
ジェレミー・マテュー（Jérémy Mathieu, 1983年10月29日 - ）は、フランス・オート＝ソーヌ県出身の元サッカー選手。元フランス代表。現役ポジションはディフェンダー。

## 特徴
本職は左サイドバックだったが、2012年に右アキレス腱に全治半年の大けがを負ってからは、当時のバレンシアCF監督だったエルネスト・バルベルデによってセンターバックにコンバートされた。左サイドハーフやディフェンシブハーフとしてもプレーできる。マテュー自身は「スペースのある場所で攻撃的に戦うことで自分の長所が出せる」と話している。

## 経歴

### クラブ
2000年にフランシュ＝コンテ地域圏最大のクラブであるFCソショーの下部組織に入団し、2002-03シーズンにCSスダン・アルデンヌ戦でリーグ・アン（1部）デビューした。18歳でレギュラーポジションを掴み、デビュー戦から3試合目のスタッド・レンヌFC戦(2-2)でプロ初得点を挙げる衝撃を見せた。2002-03シーズンは23試合に出場し、パリ・サンジェルマンFC戦の同点弾や、FCナント戦とル・アーヴルAC戦の決勝点を含む4得点を挙げた。彼は2002-03シーズンの躍進の重要な要素となり、5位でシーズンを終えてUEFAカップ出場権を獲得した。2003-04シーズンはレギュラーとして好パフォーマンスを披露し、リーグ戦5位、UEFAカップ決勝トーナメント進出、クープ・ドゥ・ラ・リーグ制覇に貢献した。2004-05シーズンも好調を続け、自己最多のリーグ戦34試合に出場し、2シーズン連続で出場したUEFAカップでもベスト16となるが、リーグ戦では10位と低迷した。FCソショーでの活躍でイタリアのユヴェントス、イングランドのニューカッスル・ユナイテッドFC、エヴァートンFC、サウサンプトンFCなどの興味を誘った。

#### トゥールーズFC
彼自身も移籍を強く望んでいると報道され、現行の契約が残り1年で切れる状態になった後、FCソショーは他クラブからのオファーを聞くことを認めた。結局、4年契約でトゥールーズFCに移籍した。古巣のFCソショー戦(1-0)でリーグ戦デビューし、その試合にフル出場した。2005-06シーズンは積極的なプレーを続け、自己最多のリーグ戦36試合に出場してACアジャクシオ戦とトロワAC戦で計2得点した。2006-07シーズンはリーグ戦32試合に出場して2得点し、3位でのUEFAチャンピオンズリーグ予選出場権獲得に貢献した。しかし、2007-08シーズンのUEFAチャンピオンズリーグ予選でイングランドのリヴァプールFCに完敗すると、マテューもクラブも散々な成績に終わった。左足骨折の影響でシーズンの半分を棒に振り、クラブはリーグ・ドゥ（2部）降格寸前の順位でシーズンを終えたため、マテューはトゥールーズFCに残留すべきか思い悩んだ。セリエAのASローマが獲得に強い関心を示し、その他のイタリアのクラブからも興味を示されたが、クラブが放出を拒否し、マテューはトゥールーズにとどまった。クラブとの契約延長を断り、契約満了によるフリートランスファーで移籍することを目指し、クラブがFCジロンダン・ボルドーから届いた移籍金450万ユーロのオファーをはねつけた後、マテューはシーズン終了後に移籍することでクラブと合意した。移籍問題でクラブともめてはいたが、プレーでの貢献は欠かさなかった。2008-09シーズンはリーグ戦31試合に出場し、自身初の無得点に終わったが、リーグ戦の4位躍進に貢献し、クープ・ドゥ・フランスでは準決勝でEAギャンガンに敗れたもののベスト4に入った。

#### バレンシアCF
2009年6月10日にはウナイ・エメリ監督率いるスペインのバレンシアCFに移籍することが発表され、7月1日に3年契約を交わした。契約満了による移籍のため移籍金はかからない。セビージャFC戦(2-0)でデビューした。

#### FCバルセロナ
2014年7月23日、FCバルセロナへの移籍合意が発表された。2015年1月15日の国王杯エルチェ戦にてFKを決め、公式戦初得点を記録。3月22日のレアル・マドリードとのエル・クラシコではセットプレーにヘディングで合わせて先制点を決めた。

#### スポルティングCP
2017年7月1日にバルセロナからスポルティングCPの練習参加を許可する声明が出され、7月7日にバルセロナを退団してスポルティングCPに移籍することが発表された。
2020年6月24日、現役引退を宣言した。

#### リュイーヌ・スポール
2021年8月、フランス6部リーグのリュイーヌ・スポールに加入し現役復帰をした。
2023年10月23日、現役引退することが発表された。

### 代表
U-15世代で初めて世代別のフランス代表に選ばれた。U-21フランス代表ではレギュラーとしてUEFA U-21欧州選手権の出場権を獲得したが、本大会には出場するメンバーには選ばれていない。2007年にはスロバキアとの親善試合に臨むフランス代表に招集されたが、AチームではなくフランスB代表としてスロバキアB代表戦に出場した。
2011年11月11日のアメリカとの親善試合でA代表デビューを果たした。
2016年3月29日のロシアとの親善試合で半月板損傷の重傷を負い、31日に手術を受けた。

## 個人成績
2017-18シーズン終了時点
| クラブ           | リーグ       | シーズン     | 国内リーグ | 国内リーグ | 国内カップ | 国内カップ | 欧州カップ | 欧州カップ | 通算 | 通算 |
| クラブ           | リーグ       | シーズン     | 出場       | 得点       | 出場       | 得点       | 出場       | 得点       | 出場 | 得点 |
| ---------------- | ------------ | ------------ | ---------- | ---------- | ---------- | ---------- | ---------- | ---------- | ---- | ---- |
| FCソショー       | リーグ・アン | 2002–03      | 23         | 4          | 3          | 0          | 0          | 0          | 26   | 4    |
| FCソショー       | リーグ・アン | 2003–04      | 29         | 3          | 4          | 2          | 6          | 1          | 39   | 6    |
| FCソショー       | リーグ・アン | 2004–05      | 34         | 2          | 2          | 1          | 8          | 1          | 44   | 4    |
| FCソショー       | リーグ・アン | 合計         | 86         | 9          | 9          | 3          | 14         | 2          | 109  | 14   |
| トゥールーズFC   | リーグ・アン | 2005–06      | 35         | 2          | 2          | 0          | 0          | 0          | 37   | 2    |
| トゥールーズFC   | リーグ・アン | 2006–07      | 32         | 2          | 3          | 0          | 0          | 0          | 35   | 2    |
| トゥールーズFC   | リーグ・アン | 2007–08      | 14         | 1          | 0          | 0          | 1          | 0          | 15   | 1    |
| トゥールーズFC   | リーグ・アン | 2008–09      | 31         | 0          | 4          | 0          | 0          | 0          | 35   | 0    |
| トゥールーズFC   | リーグ・アン | 合計         | 112        | 5          | 9          | 0          | 1          | 0          | 122  | 5    |
| バレンシアCF     | プリメーラ   | 2009–10      | 17         | 1          | 2          | 0          | 5          | 0          | 24   | 1    |
| バレンシアCF     | プリメーラ   | 2010-11      | 29         | 1          | 2          | 0          | 7          | 0          | 38   | 1    |
| バレンシアCF     | プリメーラ   | 2011-12      | 31         | 1          | 6          | 0          | 13         | 0          | 50   | 1    |
| バレンシアCF     | プリメーラ   | 2012-13      | 17         | 1          | 0          | 0          | 1          | 0          | 18   | 1    |
| バレンシアCF     | プリメーラ   | 2013-14      | 32         | 3          | 4          | 0          | 10         | 1          | 46   | 4    |
| バレンシアCF     | プリメーラ   | 合計         | 126        | 7          | 14         | 0          | 36         | 1          | 176  | 8    |
| FCバルセロナ     | プリメーラ   | 2014–15      | 28         | 2          | 6          | 1          | 7          | 0          | 41   | 3    |
| FCバルセロナ     | プリメーラ   | 2015–16      | 21         | 0          | 7          | 0          | 3          | 0          | 31   | 0    |
| FCバルセロナ     | プリメーラ   | 2016–17      | 13         | 1          | 0          | 0          | 2          | 0          | 15   | 1    |
| FCバルセロナ     | プリメーラ   | 合計         | 62         | 3          | 13         | 1          | 12         | 0          | 87   | 4    |
| スポルティングCP | プリメイラ   | 2017-18      | 27         | 2          | 2          | 0          | 12         | 0          | 45   | 3    |
| キャリア通算     | キャリア通算 | キャリア通算 | 386        | 24         | 45         | 4          | 63         | 3          | 494  | 31   |

## タイトル

### クラブ
FCソショー
- クープ・ドゥ・ラ・リーグ：1回（2004）

FCバルセロナ
- プリメーラ・ディビシオン：2回 (2014-15, 2015-16)
- コパ・デル・レイ：3回 (2014–15, 2015-16, 2016-17)
- UEFAチャンピオンズリーグ：1回 (2014-15)
- UEFAスーパーカップ：1回 (2015)
- FIFAクラブワールドカップ：1回 (2015)
- スーペルコパ・デ・エスパーニャ：1回 (2016)

スポルティング・クルーベ・デ・ポルトゥガル
- タッサ・ダ・リーガ：2回 (2017-18, 2018-19)
- タッサ・デ・ポルトガル：1回 (2018-19)